# NGC 5918
NGC 5918 é uma galáxia espiral (Sc) localizada na direcção da constelação de Boötes. Possui uma declinação de +45° 52' 49" e uma ascensão recta de 15 horas, 19 minutos e 25,1 segundos.
A galáxia NGC 5918 foi descoberta em 26 de Abril de 1830 por John Herschel.